# Aimophila notosticta
Aimophila notosticta е вид птица от семейство Овесаркови (Emberizidae). Видът е незастрашен от изчезване.

## Разпространение
Разпространен е в Мексико.